# Gewinde

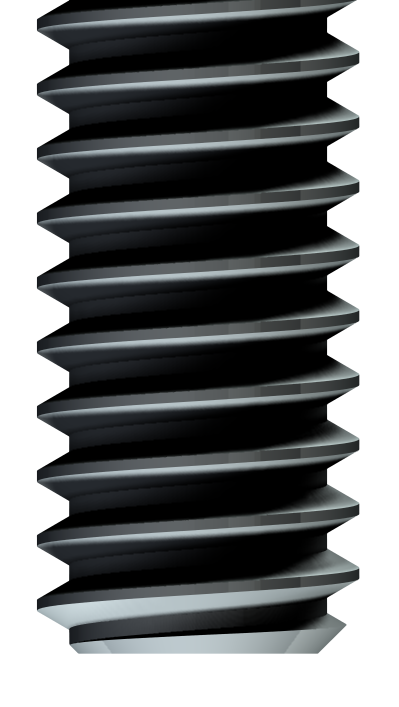
Außen- oder Schraubengewinde

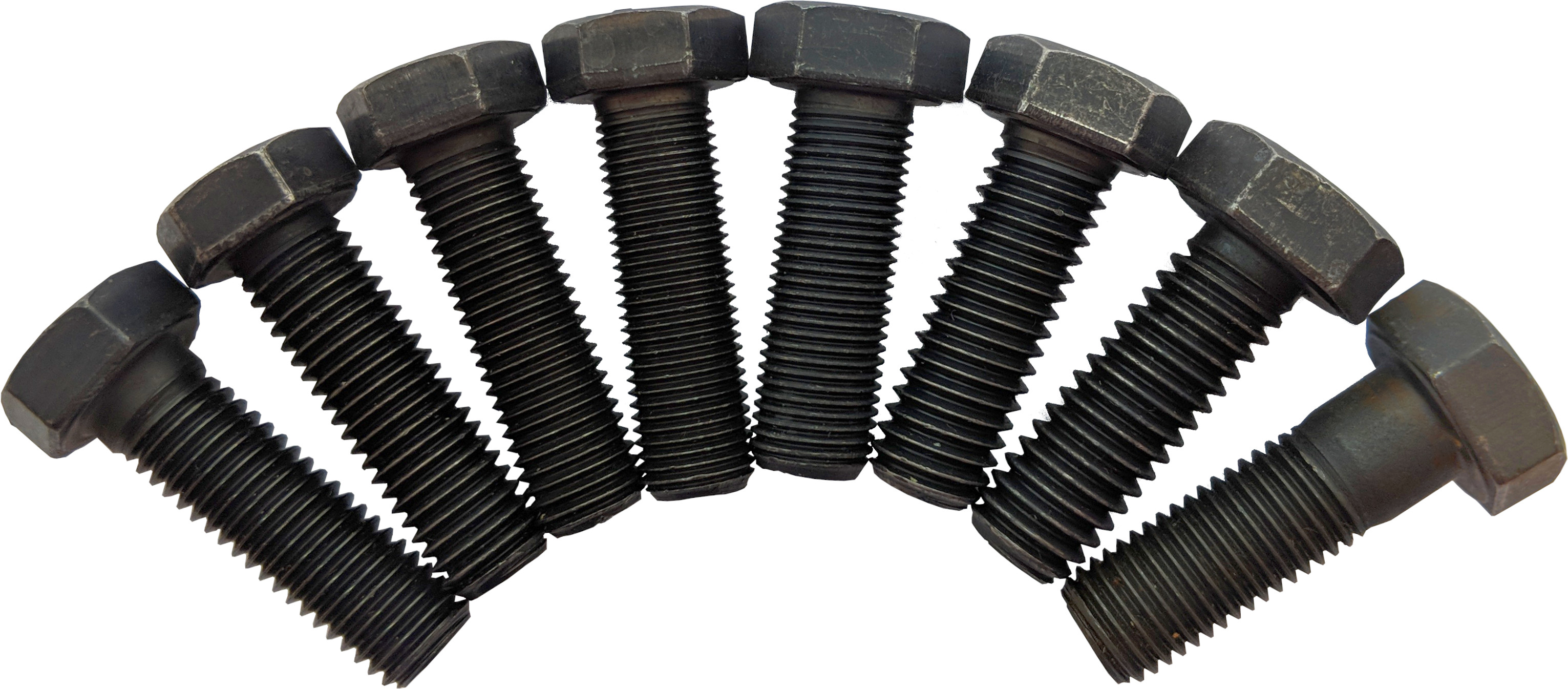
Verschiedene Gewinde (von links): M12 Linksgewinde, M12 Standardgewinde, M12x1,5 (Feingewinde), M12x1,25 (Feingewinde), 1/2" UNF, 1/2" UNC, 1/2" BSW und 1/2" BSF

Eine Fase am ersten Gewindegang des Innen- und Außengewindes verhindert ein Verkanten beim Eingreifen des Gewindes

Das Gewinde ist eine profilierte Einkerbung (Furche), die fortlaufend wendelartig (also als Schraubenlinie) um einen zylindrischen Körper (Außengewinde) oder in der Wandung eines zylinderförmigen Hohlraums (Innengewinde) verläuft. Diese fortlaufende Vertiefung wird als Gewindegang bezeichnet. Der häufigste Anwendungsfall eines Außengewindes ist die Schraube. Die zugehörige Mutter besitzt ein dazu passendes Innengewinde.
Die Kombination eines Außen- mit einem Innengewinde erlaubt die Übersetzung des Drehmoments, das beispielsweise durch einen am Schraubenkopf angesetzten Schraubenzieher aufgebracht wird, in eine Längskraft, die den Schraubenkopf am verschraubten Bauteil anpresst. Ein Gewindegang kann mit einer aufgewickelten schiefen Ebene verglichen werden. Es erfordert weniger Kraft, ein Gewicht auf einer schiefen Ebene in die Höhe zu befördern, als es anzuheben. Ebenso ist es mithilfe eines Gewindes möglich, eine kleinere Umfangskraft in eine große Zug- oder Druckkraft umzuformen. Genutzt wird dies z. B. in Spindelpressen, Weinpressen und Wagenhebern.
Um sicherzustellen, dass sich ein Bauteil mit einem Außengewinde in ein Bauteil mit Innengewinde einschrauben lässt, werden beide nach dem gleichen Standard gefertigt. Die auch als Norm bezeichneten Standards legen unter anderem Fertigungstoleranzen fest, die einen gewissen Spielraum bei der Herstellung erlauben, ohne dass die Gewinde aber verklemmen oder zu locker ineinandergreifen. Auch die Bezeichnungsweise der vorgesehenen Gewindegrößen wird in der Norm festgelegt.
Wenn das Material eines Bauteils härter als das des anderen ist, so ist es auch möglich, dass sich das Gewinde des härteren Bauteils das passende Gegengewinde beim Eindrehen selber erzeugt. Das weichere Material wird dabei verformt und verdrängt oder abgetragen (zerspant), so etwa bei Verwendung von Schneidschrauben oder Schneidmuttern, Blechschrauben, Holzschrauben und Spanplattenschrauben.

## Herstellung

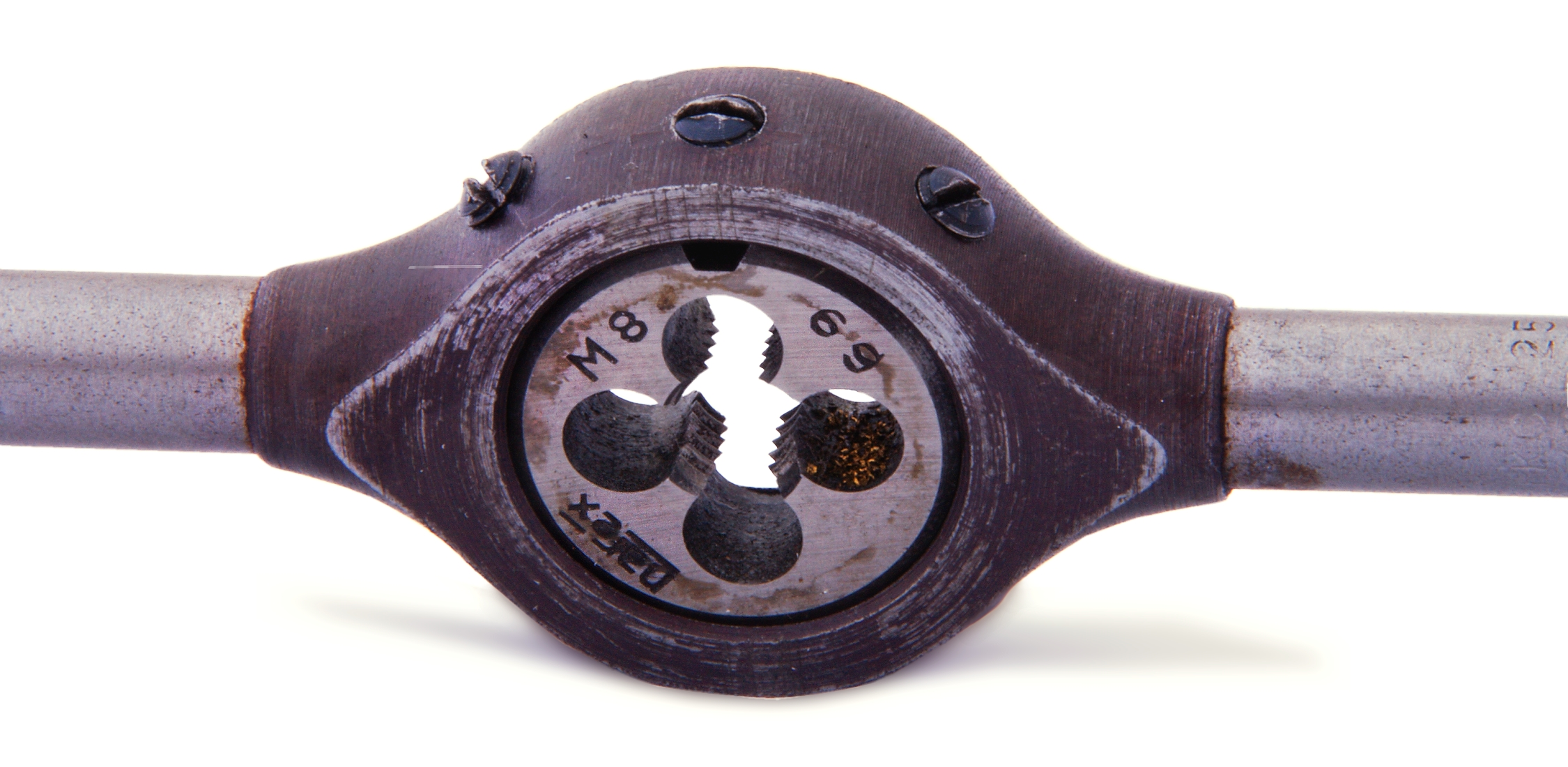
Schneideisen M8 zur Herstellung von Außengewinden

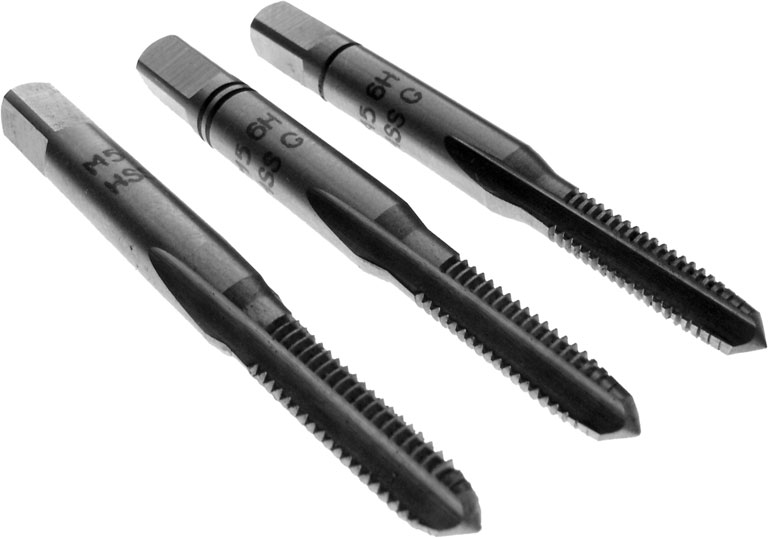
Dreisatzgewindebohrer M5 zur Herstellung von Innengewinden

Gewinde lassen sich spanlos (umformend) oder spanend (Gewindeschneiden) erzeugen. Die spanlosen Verfahren sind in der Massenfertigung üblich. Bei bestimmten Materialien lassen sich durch spanlose Fertigung glattere Oberflächen und eine erhöhte Festigkeit (u. a. durch Kaltverfestigung) erreichen. Geschnitten werden Gewinde vorrangig in Teilen, die insgesamt schon spanend gefertigt werden (z. B. Drehteile, Frästeile) sowie im Handwerk. Gering beanspruchte Gewinde werden heute auch im 3D-Druck-Verfahren erstellt.

### Herstellung von Außengewinden
- spanend: Das Gewindeprofil wird von formgerechten Werkzeugschneiden in einem Schneideisen oder einer Schneidkluppe aus dem Werkstoff herausgearbeitet. Maschinelles Gewindeschneiden erfolgt vorwiegend durch Schraubdrehen, Schraubfräsen oder Schraubschleifen. Sogenanntes Gewindewirbeln (Variante des Wirbelns) erzeugt gleich hohe Genauigkeit wie Gewindeschleifen, ist aber wesentlich schneller. Mehrere Drehmeißel umrunden den Rohling exzentrisch und schneiden kurze „Kommaspäne“ aus. Die Gewindegänge werden nacheinander fertig, da sich der Rohling langsam in gleicher Richtung mitdreht.[2]
- spanlos: Der Rohling hat Gewindeflankendurchmesser (mittlerer Durchmesser zwischen Tal und Spitze der Gewindefurchen). Das Werkzeug drückt sich in das Material des Rohlings und verdrängt den Werkstoff vom Gewindegrund in die Gewindespitzen. Um den Rohling (ein Stab oder ein Bolzen) rotieren dabei zwei oder drei angetriebene, profilierte Gewinderollen bzw. -walzen, meist aus Schnellarbeitsstahl.

### Herstellung von Innengewinden
| Gewinde | Steigung | Kerndurchmesser | Kernlochbohrer |
| ------- | -------- | --------------- | -------------- |
| M3      | 0,5      | 2,39            | 2,5            |
| M4      | 0,7      | 3,14            | 3,3            |
| M5      | 0,8      | 4,02            | 4,2            |
| M6      | 1        | 4,77            | 5              |
| M8      | 1,25     | 6,47            | 6,8            |
| M10     | 1,5      | 8,16            | 8,5            |
| M12     | 1,75     | 9,85            | 10,2           |
| M16     | 2        | 13,55           | 14             |
| M20     | 2,5      | 17,29           | 17,5           |

In nachgiebigen Materialien wie Holz oder Blech formt sich die Schraube das Innengewinde selbst. Bei Verwendung von Schneid- oder Blechschrauben sowie gewindefurchende Schrauben nach DIN 7500 wird meist zunächst ein Loch vorgebohrt. Bohrschrauben schneiden sich in dünnen oder weichen Materialien das Loch selber.
In zähem Material wie Stahl wird zunächst ein Loch in der Weite des Kerndurchmessers gefertigt.
Das Innengewinde kann anschließend auf verschiedene Weise hergestellt werden:
- mit einem Gewindebohrer durch Schraubbohren von Hand oder maschinell,
- mit Gewindeformern maschinell oder durch
- Zirkularfräsen auf der Fräsmaschine. Ein spezieller Gewindefräser dreht sich hierbei um sich selbst, während er zugleich eine spiralförmige Vorschubbewegung vollzieht. Da der Gewindefräser kleiner als die Bohrung ist, kann ein Kühlschmiermittelstrom durch die Bohrung geführt werden, der den Fräser kühlt und die Späne abführt.

Der Durchmesser des Kernlochbohrers wird ermittelt, indem die Steigung vom Durchmesser des Gewindes abgezogen wird.

## Unterscheidungen der Gewinde

### Außengewinde
auch Bolzengewinde, siehe auch Schraube, Gegenform: Innengewinde

### Innengewinde
auch Muttergewinde, siehe auch Mutter (Technik); man unterscheidet durchgehende Gewinde von Sacklochgewinden, die nicht vollständig durch das Werkstück geführt werden. Gegenform: Außengewinde.

### Gewindestange
Eine Gewindestange ist ein Stab mit einem Außengewinde. Als rotierendes Maschinenbauteil werden Gewindestangen auch als Gewindespindel bezeichnet. Als in passender Länge zuzuschneidendes Massenprodukt werden Gewindestangen als Befestigungsmittel verwendet. Etwa in der Gebäudetechnik um Rohrleitungen an Wänden und Decken zu befestigen.

### Drehrichtung des Gewindes

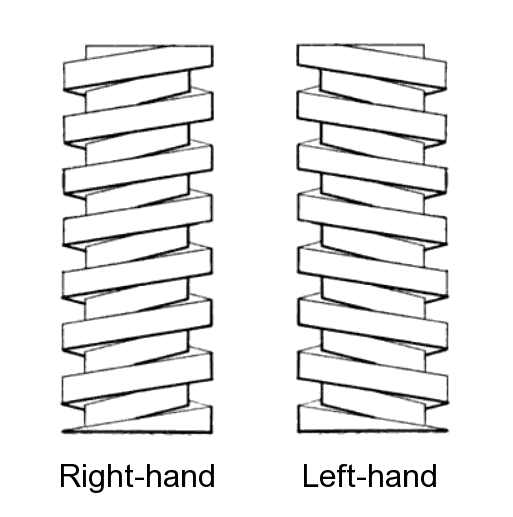
Rechts- und Linksgewinde

Rechter-Daumen-Regel: Dreht man eine Schraube oder Mutter mit Rechtsgewinde in Richtung der gekrümmten Finger, zeigt der Daumen die Bewegungsrichtung an. Analog nimmt man für das Linksgewinde die linke Hand.

#### Rechtsgewinde
Beim Rechtsgewinde oder rechtssteigenden Gewinde verlaufen bei Ansicht wie in nebenstehendem Bild die Gewindeflanken von links unten nach rechts oben. Bei Drehung im Uhrzeigersinn laufen Innen- und Außengewinde ineinander.
Das Rechtsgewinde wird aus ergonomischen Gründen bevorzugt. Die meisten Menschen sind Rechtshänder und können beim Drehen im Uhrzeigersinn ein größeres Drehmoment aufbringen als beim Drehen gegen den Uhrzeigersinn. Oft ist die Reibung in den Gewindegängen beim Eindrehen des Gewindes höher als beim Herausdrehen, so dass das Anziehen des Gewindes ein größeres Drehmoment erfordert als das Lösen.

#### Linksgewinde
Beim Linksgewinde oder beim linkssteigenden Gewinde verlaufen bei Ansicht wie in nebenstehendem Bild die Gewindeflanken von links oben nach rechts unten. Linksgewinde werden in Fertigungszeichnungen und der Logistik mit den Buchstaben LH (für Left Hand) gekennzeichnet, z. B.: M16-LH. Im Uhrmacherhandwerk wird der Schraubenkopf von Schlitzschrauben mit linksdrehendem Gewinde gelegentlich durch eine Querrille oder drei parallele Schlitze im Schraubenkopf markiert.
Ein Linksgewinde läuft durch Drehung entgegen dem Uhrzeigersinn ineinander. Linksgewinde kommen zum Einsatz:
- Für Spezialfälle, bei denen sich die Verschraubung durch die üblicherweise vorherrschende Belastung ungewollt lösen würde (Schraubensicherung), wie zum Beispiel
  - beim linken Fahrradpedal, sowie teils an der rechten Verschraubung des Tretlagers eines Fahrrads,
  - je nach Drehrichtung an der Verschraubung von Schiffschrauben, Ventilator-Rotoren und ähnlichen einseitig belasteten Verbindungen,
  - die Befestigungsschrauben von Spannfuttern auf Bohr- und Drehmaschinen mit Rechtsgewinde sowie manchen bei Blick auf den Schraubenkopf im Uhrzeigersinn drehenden Kreissägeblättern (z. B. Mafell).
- Wenn durch den unterschiedlichen Drehsinn ein falsches Zusammenfügen vermieden werden kann. So haben zum Beispiel die Anschlussverschraubungen an Gasflaschen, die brennbare Gase enthalten, Linksgewinde und können so nicht an Stelle einer Inertgasflasche angeschlossen werden.
- Früher wurden teilweise Radmuttern bzw. -bolzen von Kraftfahrzeugen (beispielsweise Opel Blitz, Fiat 1500 u. 1300, Mercedes 170V, Jaguar XK 120-150, Daf 400) auf der rechten Fahrzeugseite gegen ein Lösen beim Fahren mit Linksgewinde ausgeführt. Bei extrem leistungsstarken Fahrzeugen wie Traktoren und z. B. dem Porsche Carrera GT oder dem Ferrari Enzo Ferrari werden auch heute noch die Radmuttern der rechten Fahrzeugseite (Zentralverschlüsse) mit Linksgewinde versehen. Diese sind dann (im Falle des Porsche Carrera GT) farbig besonders markiert: linke Fahrzeugseite = Rechtsgewinde = rote Muttern, rechte Fahrzeugseite = Linksgewinde = blaue Muttern.

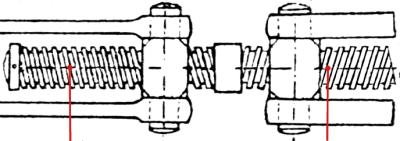
Spannschloss mit Rechts- (links im Bild) und Linksgewinde (rechts im Bild)

- Bei einem Spannschloss wird die Kombination von Links- und Rechtsgewinde genutzt, um die angeschlossenen Zugelemente durch Drehung zusammenzuziehen und wieder zu lösen, etwa beim Kuppeln von Eisenbahnwagen, zum Verspannen von Ladungsstücken mit einer Zurrkette oder beim Spannen von Wanten eines Segelbootes.
- Bei der auf das vordere Ende des Laufes einer Schusswaffe aufgeschraubten Mündungsmutter kommen Linksgewinde zum Einsatz (z. B. Kalaschnikow).
- Bei einem Linksausdreher zum Herausdrehen abgebrochener Schrauben mit Rechtsgewinde.

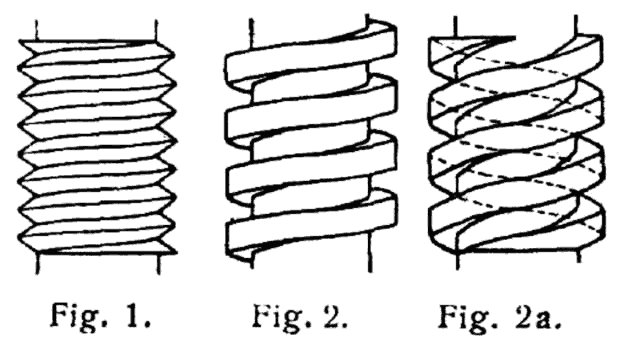
Gewindearten
1: Spitzgewinde
2: Flachgewinde
2a: Zweigängiges Flachgewinde

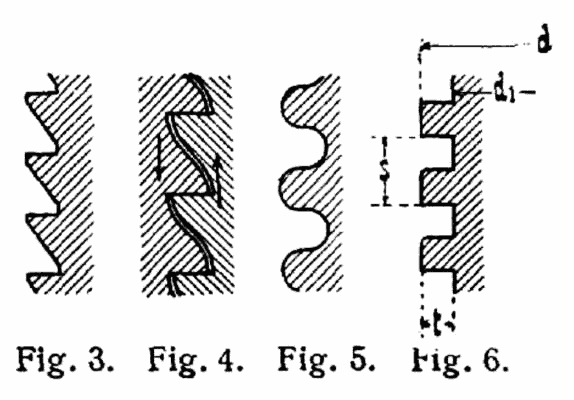
3 u. 4: Sägegewinde
5: Rundgewinde
6: Flachgewinde
s = Steigung
t = Gewindetiefe
d = Außendurchmesser
di = Innendurchmesser

### Maßsysteme
- Metrisches System: metrisches Gewinde (z. B. metrisches ISO-Gewinde, das weltweit standardisierte metrische Spitz-Gewinde)

- Zoll-System: Zollgewinde – nach dem UTS-Standard (engl. Unified Thread Standard) in Ländern, die die Länge in Zoll messen (z. B. USA). Zöllige Gewinde sind etwa in der Hausinstallation (Whitworth-Gewinde), in einigen Bereichen der Feinmechanik (beispielsweise an Stativen und Computergehäusen) sowie in der Luftfahrt weltweit gängig.

### Form der Gewindeflanke
Folgende Formen der Gewindeflanken sind gebräuchlich:
- Rundgewinde
- Sägengewinde
- Spitzgewinde
- Trapezgewinde

### Übersicht der Gewindearten

#### Gewinde nach DIN-Normen
Spitzgewinde:
| Spitzgewinde nach Normen | Spitzgewinde nach Normen                 | Spitzgewinde nach Normen | Spitzgewinde nach Normen | Spitzgewinde nach Normen   | Spitzgewinde nach Normen                      | Spitzgewinde nach Normen                                                 | Spitzgewinde nach Normen                                                     | Spitzgewinde nach Normen                                                     |
| Benennung | Profilskizze                             | Flanken-winkel           | Kenn- buch- staben       | Kurzbezeichnung1) Beispiel | Nenngröße [mm]                                | nach Norm                                                                | Anwendung                                                                    | Anwendung                                                                    |
| --- | ---------------------------------------- | ------------------------ | ------------------------ | -------------------------- | --------------------------------------------- | ------------------------------------------------------------------------ | ---------------------------------------------------------------------------- | ---------------------------------------------------------------------------- |
| Metrisches ISO-Regelgewinde / Spitzgewinde (ein- und mehrgängig)                                                                       |                                          | 60°                      | M                        | M 0,8                      | 0,3 – 0,9                                     | DIN 14-1 bis DIN 14-4                                                    | Uhren- und Feinwerktechnik                                                   | Uhren- und Feinwerktechnik                                                   |
| Metrisches ISO-Regelgewinde / Spitzgewinde (ein- und mehrgängig)                                                                       | M 82)                                    | 60°                      | M                        | 1 – 68                     | DIN 13-1                                      | allgemein (Regelgewinde)                                                 | allgemein (Regelgewinde)                                                     |                                                                              |
| Metrisches ISO-Regelgewinde / Spitzgewinde (ein- und mehrgängig)                                                                       | M 24 × 4 P 2                             | 60°                      | M                        | 1 – 68                     | DIN 13-52                                     | allgemein (Regelgewinde)                                                 | allgemein (Regelgewinde)                                                     |                                                                              |
| Metrisches ISO-Regelgewinde / Spitzgewinde (ein- und mehrgängig)                                                                       | M 6 × 0,752) M 8 × 1 - LH2)              | 60°                      | M                        | 1 – 1000                   | DIN 13-2 bis DIN 13-11                        | allgemein, wenn die Steigung des Regelgewindes zu groß ist (Feingewinde) | allgemein, wenn die Steigung des Regelgewindes zu groß ist (Feingewinde)     |                                                                              |
| Metrisches ISO-Regelgewinde / Spitzgewinde (ein- und mehrgängig)                                                                       | M 24 × 4 P 2                             | 60°                      | M                        | 1 – 1000                   | DIN 13-52                                     | allgemein, wenn die Steigung des Regelgewindes zu groß ist (Feingewinde) | allgemein, wenn die Steigung des Regelgewindes zu groß ist (Feingewinde)     |                                                                              |
| Metrisches ISO-Regelgewinde / Spitzgewinde (ein- und mehrgängig)                                                                       | M 64 × 4                                 | 60°                      | M                        | 64 – 76                    | DIN 6630                                      | Außengewinde für Fassverschraubungen                                     | Außengewinde für Fassverschraubungen                                         |                                                                              |
| Metrisches ISO-Regelgewinde / Spitzgewinde (ein- und mehrgängig)                                                                       | M 30 × 2 - 4H5H                          | 60°                      | M                        | 1,4 – 355                  | LH9163-1 bis LH9163-4 LH9163-10 und LH9163-11 | für Luft- und Raumfahrt                                                  | für Luft- und Raumfahrt                                                      |                                                                              |
| Metrisches ISO-Gewinde mit Übergangstoleranzfeld (früher Gewinde für Festsitz)                                                         | M 10 Sn 4 M 10 Sk 6                      | 60°                      | M                        | 3 – 150                    | DIN 13-51                                     | für Einschraubenden an Stiftschrauben                                    | nicht dichtend                                                               |                                                                              |
| Metrisches ISO-Gewinde mit Übergangstoleranzfeld (früher Gewinde für Festsitz)                                                         | M 10 Sn 4 dicht                          | 60°                      | M                        | 3 – 150                    | DIN 13-51                                     | für Einschraubenden an Stiftschrauben                                    | dichtend                                                                     |                                                                              |
| Metrisches ISO-Gewinde mit großem Spiel                                                                                                | M 36                                     | 60°                      | M                        | 12 – 180                   | DIN 2510-2                                    | für Einschraubverbindungen mit Dehnschaft                                | für Einschraubverbindungen mit Dehnschaft                                    |                                                                              |
| Metrisches ISO-Gewinde, Aufnahmegewinde für Gewindeeinsätze                                                                            | EG M                                     | 60°                      | EG M 20                  | 2 – 52                     | DIN 8140-2                                    | Aufnahmegewinde (Regel- und Feingewinde) für Gewindeeinsätze aus Stahl   | Aufnahmegewinde (Regel- und Feingewinde) für Gewindeeinsätze aus Stahl       |                                                                              |
| Metrisches ISO-Gewinde für Festsitz | MFS                                      | 60°                      | MFS 12 × 1,5             | 5 – 16                     | DIN 8141-1                                    | für Festsitz in Aluminiumguss-Legierungen (Regel- und Feingewinde)       | für Festsitz in Aluminiumguss-Legierungen (Regel- und Feingewinde)           |                                                                              |
| Metrisches kegeliges Außengewinde | Kegelverhältnis zur Rotationsachse: 1:16 | 60°                      | M                        | M 30 × 2 keg               | 6 – 60                                        | DIN 158-1                                                                | für Verschlussschraube und Schmiernippel                                     | für Verschlussschraube und Schmiernippel                                     |
| Metrisches kegeliges Außengewinde | Kegelverhältnis zur Rotationsachse: 1:16 | 60°                      | M                        | M 30 × 2 keg kurz          | 6 – 60                                        | DIN 158-1                                                                | für Verschlussschraube und Schmiernippel                                     | für Verschlussschraube und Schmiernippel                                     |
| selbstformendes, kegeliges Außengewinde                                                                                                | Kegelwinkel zur Rotationsachse: 7°30'    | 105°                     | S                        | S 8 × 1                    | 6 – 10                                        | DIN 71412                                                                | für Kegelschmiernippel; Gewinde ähnlich DIN 158-1, Flankenwinkel jedoch 105° | für Kegelschmiernippel; Gewinde ähnlich DIN 158-1, Flankenwinkel jedoch 105° |
| MJ-Gewinde |                                          | 60°                      | MJ                       | MJ 6 × 1 - 4h6h            | 1,6 – 39                                      | ISO 5855-1 und ISO 5855-2                                                | Luft- und Raumfahrt                                                          | Luft- und Raumfahrt                                                          |
| MJ-Gewinde | MJ 6 × 1 - 4H6H                          | 60°                      | MJ                       |                            | 1,6 – 39                                      | ISO 5855-1 und ISO 5855-2                                                | Luft- und Raumfahrt                                                          | Luft- und Raumfahrt                                                          |
| Fahrradgewinde |                                          | 60°                      | FG                       | FG 9,5                     | 2 – 34,8                                      | DIN 79012                                                                | Fahrrad- und Mopedtechnik                                                    | Fahrrad- und Mopedtechnik                                                    |
| 1) Vollständige Bezeichnungen sind in den entsprechenden in der Tabelle aufgeführten Normen enthalten. 2) Bezeichnungen nach ISO 965-1 |                                          |                          |                          |                            |                                               |                                                                          |                                                                              |                                                                              |

Rohrgewinde:
| Rohrgewinde nach Normen                                                                                |                                     |                |                    |                            |                  |                                            |                                                        |                                                        |
| Benennung                                                                                              | Profilskizze                        | Flanken-winkel | Kenn- buch- staben | Kurzbezeichnung1) Beispiel | Nenngröße [Zoll] | nach Norm                                  | Anwendung                                              | Anwendung                                              |
| zylindrisches Rohrgewinde für nicht im Gewinde dichtende Verbindungen                                  |                                     | 55°            | G                  | G 1 1⁄2 A G 1 1⁄2 B        | 1⁄16 – 6         | ISO 228-1                                  | Außengewinde für Rohre, Rohrverbindungen und Armaturen | Außengewinde für Rohre, Rohrverbindungen und Armaturen |
| zylindrisches Rohrgewinde für nicht im Gewinde dichtende Verbindungen                                  | G 1 1⁄2                             | 55°            | G                  |                            | 1⁄16 – 6         | ISO 228-1                                  |                                                        |                                                        |
| zylindrisches Rohrgewinde für nicht im Gewinde dichtende Verbindungen                                  | G 3⁄4                               | 55°            | G                  | 3⁄4, 1, 2                  | DIN 6630         | Außengewinde für Fassverschraubungen       | Außengewinde für Fassverschraubungen                   |                                                        |
| zylindrisches Rohrgewinde für nicht im Gewinde dichtende Verbindungen                                  | ohne                                | 55°            | 5 1⁄2              | 5 1⁄2                      | DIN 6602         | Außengewinde für Kesselwagen               | Außengewinde für Kesselwagen                           |                                                        |
| zylindrisches Rohrgewinde für im Gewinde dichtende Verbindungen                                        | Rp                                  | 55°            | Rp 1⁄2             | 1⁄16 – 6                   | DIN 2999-1       | Innengewinde für Gewinderohre und Fittings | Innengewinde für Gewinderohre und Fittings             |                                                        |
| zylindrisches Rohrgewinde für im Gewinde dichtende Verbindungen                                        | Rp                                  | 55°            | Rp 1⁄8             | 1⁄8 – 1 1⁄2                | DIN 3858         | Innengewinde für Rohrverschraubungen       | Innengewinde für Rohrverschraubungen                   |                                                        |
| kegeliges Rohrgewinde für im Gewinde dichtende Verbindungen                                            | Kegelverhältnis zur Rohrachse: 1:16 | 55°            | R                  | R 1⁄2                      | 1⁄16 – 6         | DIN 2999-1                                 | Außengewinde für Gewinderohre und Fittings             | Außengewinde für Gewinderohre und Fittings             |
| kegeliges Rohrgewinde für im Gewinde dichtende Verbindungen                                            | Kegelverhältnis zur Rohrachse: 1:16 | 55°            | R                  | R 1⁄8-1                    | 1⁄8 – 1 1⁄2      | DIN 2858                                   | Außengewinde für Rohrverschraubungen                   | Außengewinde für Rohrverschraubungen                   |
| 1) Vollständige Bezeichnungen sind in den entsprechenden in der Tabelle aufgeführten Normen enthalten. |                                     |                |                    |                            |                  |                                            |                                                        |                                                        |

Trapezgewinde:
| Trapezgewinde nach Normen                                                                              |                |                |                    |                            |                |                             |                           |                           |
| Benennung                                                                                              | Profilskizze   | Flanken-winkel | Kenn- buch- staben | Kurzbezeichnung1) Beispiel | Nenngröße [mm] | nach Norm                   | Anwendung                 | Anwendung                 |
| metrisches ISO-Trapezgewinde (ein- und mehrgängig)                                                     |                | 30°            | Tr                 | Tr 40 × 7                  | 8 – 300        | DIN 103-1 bis 103-8         | allgemein                 | allgemein                 |
| metrisches ISO-Trapezgewinde (ein- und mehrgängig)                                                     | Tr 40 × 14 P 7 | 30°            | Tr                 |                            | 8 – 300        | DIN 103-1 bis 103-8         | allgemein                 | allgemein                 |
| flaches, metrisches ISO-Trapezgewinde (ein- und mehrgängig)                                            | Tr 40 × 14     | 30°            | Tr                 | DIN 380-1 und 380-2        | 8 – 300        |                             | allgemein                 | allgemein                 |
| flaches, metrisches ISO-Trapezgewinde (ein- und mehrgängig)                                            | Tr 40 × 14 P 7 | 30°            | Tr                 | DIN 380-1 und 380-2        | 8 – 300        |                             | allgemein                 | allgemein                 |
| Trapezgewinde (ein- und mehrgängig) mit Spiel                                                          |                | 30°            | Tr                 | Tr 48 × 12                 | 48             | DIN 263-1 und 263-2         | für Schienenfahrzeuge     | für Schienenfahrzeuge     |
| Trapezgewinde (ein- und mehrgängig) mit Spiel                                                          | Tr 40 × 16 P 8 | 30°            | Tr                 | 40                         |                | DIN 263-1 und 263-2         | für Schienenfahrzeuge     | für Schienenfahrzeuge     |
| Trapezgewinde (ein- und mehrgängig) mit Spiel                                                          | Tr 32 × 1,5    | 30°            | Tr                 | 10 – 56                    | DIN 6341-2     | für Zug-Spannzangen         | für Zug-Spannzangen       |                           |
| gerundetes Trapezgewinde                                                                               |                | 30°            | Tr                 | Tr 40 × 5                  | 26 – 80        | DIN 30295-1 und DIN 30295-2 | für Schienenfahrzeuge     | für Schienenfahrzeuge     |
| Trapezgewinde                                                                                          |                | 20°            | KT                 | KT 22                      | 10 – 50        | DIN 6063-2                  | für Kunststoffbehältnisse | für Kunststoffbehältnisse |
| 1) Vollständige Bezeichnungen sind in den entsprechenden in der Tabelle aufgeführten Normen enthalten. |                |                |                    |                            |                |                             |                           |                           |

Sägengewinde:
| Sägengewinde nach DIN-Normen                  |                                                                |                |                    |                            |                |                             |                                               |                                               |
| Benennung                                     | Profilskizze                                                   | Flanken-winkel | Kenn- buch- staben | Kurzbezeichnung1) Beispiel | Nenngröße [mm] | nach Norm                   | Anwendung                                     | Anwendung                                     |
| metrisches Sägengewinde (ein- und mehrgängig) | eine Gewindeflanke um 3° senkrecht zur Bolzenachse geneigt     | 30°            | S                  | S 48 × 8                   | 10 – 640       | DIN 513-1 bis DIN 513-3     | bei Aufnahme von einseitig wirkenden Kräften  | bei Aufnahme von einseitig wirkenden Kräften  |
| metrisches Sägengewinde (ein- und mehrgängig) | eine Gewindeflanke um 3° senkrecht zur Bolzenachse geneigt     | 30°            | S                  | S 40 × 14 P 7              | 10 – 640       | DIN 513-1 bis DIN 513-3     | bei Aufnahme von einseitig wirkenden Kräften  | bei Aufnahme von einseitig wirkenden Kräften  |
| Sägengewinde 45°                              | eine Gewindeflanke senkrecht zur Bolzenachse                   | 45°            | S                  | S 630 × 20                 | 100 – 1250     | DIN 2781                    | für hydraulische Pressen                      | für hydraulische Pressen                      |
| Sägengewinde                                  | eine Gewindeflanke um 3° senkrecht zur Bolzenachse geneigt     | 30°            | S                  | S 25 × 1,5                 | 6 – 40         | DIN 20401-1 und DIN 20401-2 | im Bergbau                                    | im Bergbau                                    |
| Sägengewinde                                  | eine Gewindeflanke um 3° senkrecht zur Bolzenachse geneigt     | 30°            | S                  | S 22                       | 10 – 50        | DIN 55525                   | für Kunststoffbehältnisse im Verpackungswesen | für Kunststoffbehältnisse im Verpackungswesen |
| Sägengewinde                                  | hintere Gewindeflanke um 10° senkrecht zur Bolzenachse geneigt | 30°            | GS                 | GS 22                      | 10 – 50        | DIN 55525                   | für Kunststoffbehältnisse im Verpackungswesen | für Kunststoffbehältnisse im Verpackungswesen |
| Sägengewinde                                  | hintere Gewindeflanke um 10° senkrecht zur Bolzenachse geneigt | 30°            | KS                 | KS 22                      | 10 – 50        | DIN 55525                   | für Kunststoffbehältnisse im Verpackungswesen | für Kunststoffbehältnisse im Verpackungswesen |
| Sägengewinde                                  | hintere Gewindeflanke um 10° senkrecht zur Bolzenachse geneigt | 40° + 10°      | KS                 | KS 22                      | 10 – 50        | DIN 6063-1                  | für Kunststoffbehältnisse im Verpackungswesen | für Kunststoffbehältnisse im Verpackungswesen |

### Milchgewinde
Das Milchgewinde (siehe DIN 11851 sowie DIN 405) ist ein metrisches Rundgewinde mit grober Steigung, um die Reinigung zu erleichtern.

### Verwendung
- Befestigungsgewinde. In der Regel werden für Befestigungszwecke Spitzgewinde eingesetzt.
- Bewegungsgewinde. In der Praxis werden vor allem Trapez- und Flachgewinde für diesen Zweck eingesetzt.
- Zur Materialbeförderung etwa mit der Archimedischen Schraube oder mit Pumpen.
- Zur Eindichtung z. B. von Rohrleitungen werden kegelige Gewindeenden eingesetzt. In Europa ist das Whitworth-Gewinde gebräuchlich, in den amerikanischen Ländern das NPT-Gewinde (National Pipe Thread).

## Gewinde-Kenngrößen
Die verbindlichen Definitionen der Gewinde-Kenngrößen sind, unabhängig von der Gewindeart, in DIN 2244 und ISO 5408 festgelegt. Beide Normen stimmen nahezu überein.
Zudem muss grundsätzlich zwischen den Nominalmaßen und den zulässigen Grenzmaßen unterschieden werden. So hat z. B. der Flankendurchmesser des metrischen ISO-Regelgewindes M16x2 (für Außen- und Innengewinde) einen Nennwert von 14,701 mm, das entsprechende Außengewinde muss aber beim üblichen Außengewinde-Toleranzfeld 6g einen Flankendurchmesser zwischen 14,503 und 14,663 mm aufweisen.

### Nenndurchmesser
größter Durchmesser der Gewindegeometrie.
Bei einem Gewinde (im folgenden Beispiel ein metrisches) M 20 steht die Zahl für einen Nenndurchmesser von 20 Millimetern.

### Flankendurchmesser
Durchmesser (d2 für Außengewinde bzw. D2 für Innengewinde) eines imaginären, geometrisch-idealen Kreiszylinders (Flankenzylinder), der das Gewindeprofil so durchschneidet, dass die Breiten der dadurch entstehenden Profiltäler (Leerräume) und -spitzen (Zähne) gleich groß sind.

### Flankenform
siehe Form der Gewindeflanke

### Flankenwinkel
Der Flankenwinkel wird zwischen den einander zugewandten Flanken zweier benachbarter Gewindegänge gemessen.
Er beträgt beim Normalgewinde 60°. Er variiert von 0° beim Flachgewinde, bis zu 80° beim Stahlpanzerrohrgewinde.

### Kerndurchmesser
kleinster Durchmesser der Gewindegeometrie.
Für Darstellungen in Zeichnungen oder in CAD-Modellen gilt grundsätzlich:
Nenndurchmesser - Steigung = dargestellter Kerndurchmesser.
Tatsächlich sind die Maße toleranz- und fertigungsbedingt hiervon natürlich abweichend, wobei gilt:
Der Kerndurchmesser der Schraube ist immer kleiner als der Kerndurchmesser der zugehörenden Mutter.
Der Kerndurchmesser der Mutter ist der Durchmesser der Bohrung, in die das Muttergewinde zu schneiden ist.

### Steigung
Bei metrischen Gewinden bezeichnet die Steigung den Weg in axialer Richtung, der durch eine Umdrehung zurückgelegt wird. Die Steigung entspricht hier also dem Abstand zwischen zwei Gewindekerben in mm (früher auch als Ganghöhe bezeichnet).
Mit Ausnahme von mehrgängigen und zölligen Gewinden entspricht die Steigung dem Abstand zwischen zwei Gewindefurchen (der Teilung). Der Steigungswinkel lässt sich aus der Steigung und (Flanken-)Durchmesser des Gewindes berechnen. Bei einem zweigängigen Gewinde entspricht der Abstand zwischen benachbarten Gewindegängen der Hälfte der Steigung.
Bei Zoll-Gewinden ist es üblich, die Steigung durch die Anzahl der Gewindegänge auf der Strecke von einem Zoll („tpi“ = threads per inch = Gewindegänge pro Zoll) auszudrücken. Hier verkleinert sich also der Abstand der Gewindegänge bei größer werdender Steigung.

### Teilung (Abstand zweier benachbarter Gewindefurchen)
Die Teilung ist der Abstand zwischen zwei Gewindekerben.
Bei eingängigen Gewinden ist die Teilung gleich der Steigung (nicht beim zölligen Gewinde).
Bei mehrgängigen Gewinden ist die Teilung im Regelfall gleich der Steigung geteilt durch die Gangzahl.
Beispiel: Die Bezeichnung Tr60x60 P20 bedeutet Trapezgewinde mit 60 mm Durchmesser, 60 mm Steigung und 20 mm Teilung. Das Gewinde hat 60/20 = 3 Gänge.

### Steigungswinkel

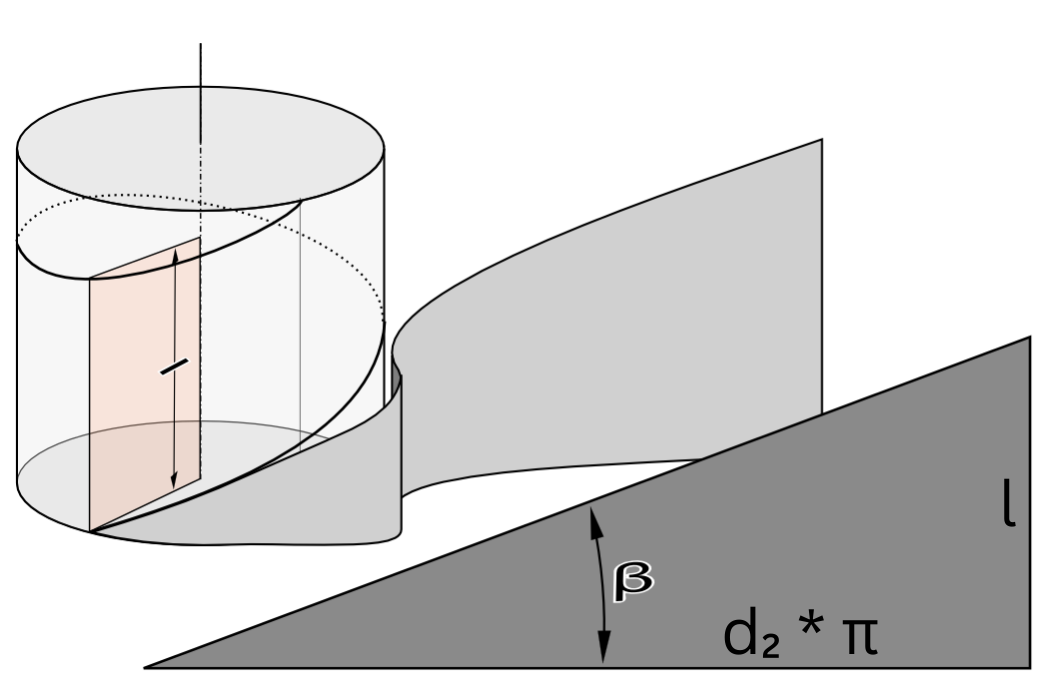
Zwischen dem Steigungswinkel, der Steigung l und dem Flankendurchmesser d_{2} (= Durchmesser des Zylinders) gilt folgender Zusammenhang:

Den Steigungswinkel erhält man, indem man den Arcustangens von Steigung/(Flankendurchmesser * {\displaystyle \pi }) berechnet. Beim ISO-Norm-Gewinde beträgt dieser Winkel für M6 etwa 3° und für M20 etwa 2°.

### Steigung im Verhältnis zum Gewinde-Durchmesser

#### Steilgewinde
Steilgewinde sind Gewinde mit großer Steigung im Verhältnis zum Durchmesser des Gewindes.
Steilgewinde bewirken pro Umdrehung eine relativ große axiale Bewegung. Um die Steilheit eines Gewindes zu vergrößern, wird entweder das Gewindeprofil verbreitert oder es wird ein mehrgängiges Gewinde mit mehreren parallel laufenden Gewindegängen hergestellt. Beides vergrößert die Steigung des Gewindes.
Steilgewinde sind teilweise nicht selbsthemmend. Ohne weitere Maßnahmen löst sich die Verschraubung bei Belastung selbsttätig.

#### Normalgewinde
Regelgewinde

#### Feingewinde
Feingewinde (z. B. M6 × 0,5 mm) sind Gewinde mit geringer Steigung. Sie finden z. B. Verwendung an Stellschrauben von Messgeräten. Der geringe Vorschub pro Umdrehung erlaubt präzise Einstellungen. Das Gewindeprofil ist proportional zur Steigung verkleinert.
Feingewinde neigen eher zum "Fressen" (die Gewindegänge verklemmen sich ineinander) sowie zum "Durchdrehen" (die abgenutzten Gewindegänge greifen nicht mehr ineinander). Feingewinde müssen darum aus verschleißfestem Material mit geringen Fertigungtoleranzen hergestellt werden. Ein zu geringes Gewindespiel, Partikel in den Gewindegängen oder eine Verformung der Gewindegänge beim Anziehen unter Belastung können dazu führen, dass sich das Gewinde bei Betätigung unlösbar verkeilt. Bei zu großem Gewindespiel können die Gewindegänge nur wenig Kraft übertragen, bevor das Gewinde durchrutscht. Bei ungenauer Fertigung kommt es zudem leicht zum Verkanten beim Zusammenfügen von Innen- und Außengewinde, wodurch sich die ersten Gewindegänge verformen können.

### Mehrgängige Gewinde

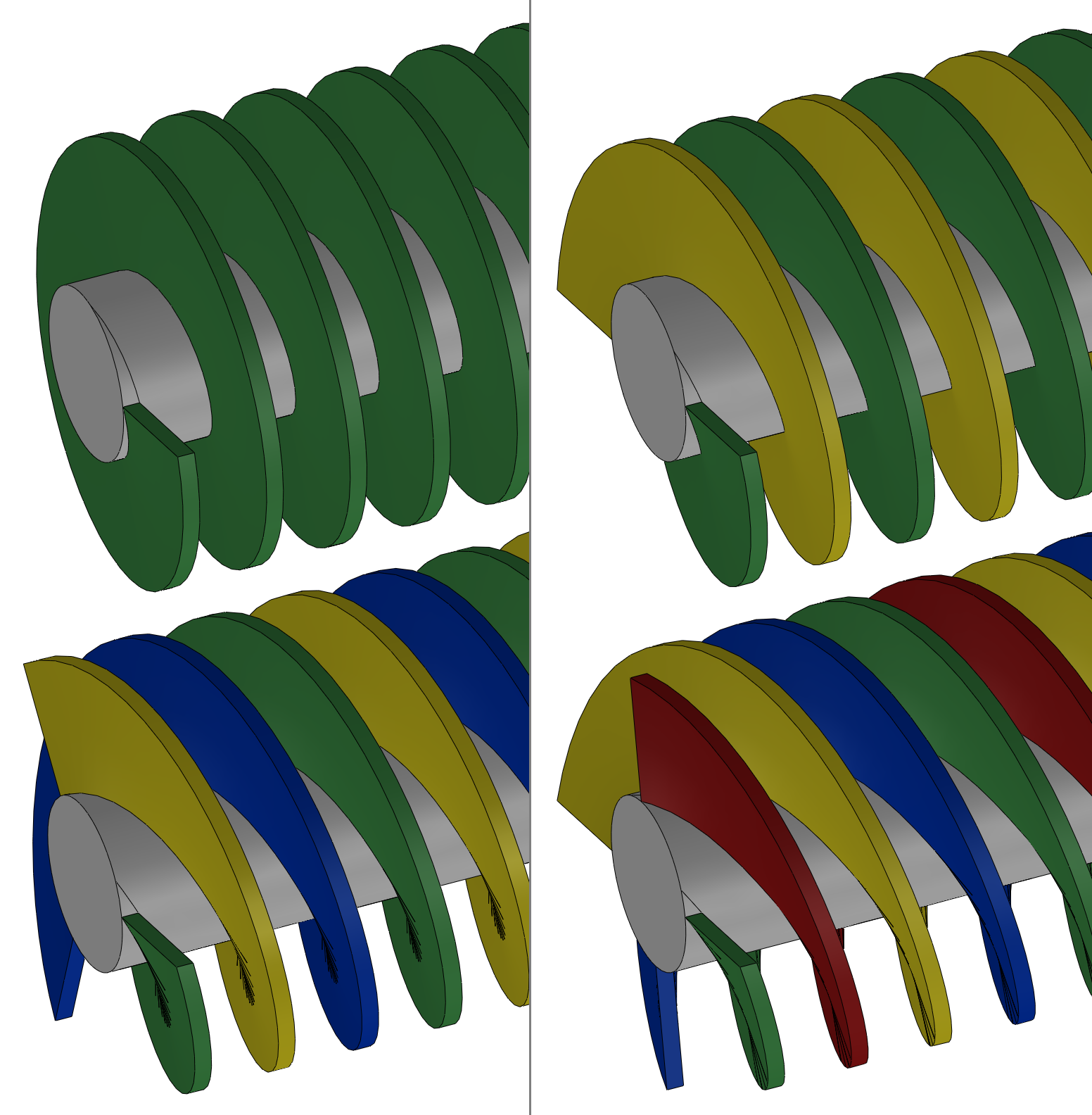
Rechtsgängige Schrauben mit ein bis vier Gängen

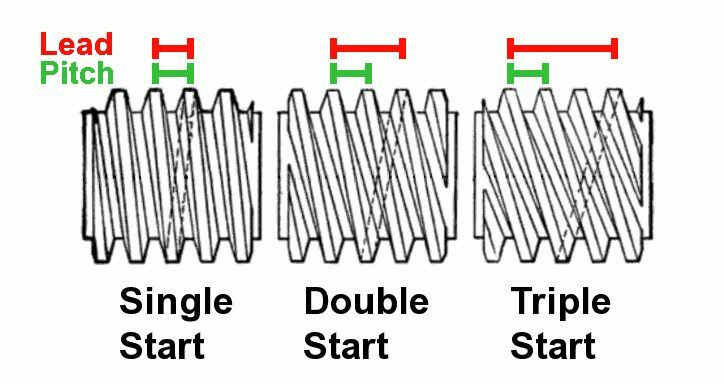
Ein-, zwei- und dreigängiges Gewinde: Es gilt die Beziehung P Gangzahl n P_{h}

Eingängige Gewinde sind die Regel, sie dienen vorwiegend der Befestigung. Es gibt nur einen Gewindegang und entsprechend nur einen Anlauf am Ende des Gewindes.
Bei zweigängigen Gewinden verlaufen zwei Gewindegänge parallel um den Schraubenschaft. Die Anläufe der beiden Gewindegänge liegen sich am Ende des Gewindes gegenüber. Der Steigungswinkel vergrößert sich (die in Prozent ausgedrückte Neigung verdoppelt sich).
Mehrgängige Gewinde werden nur dann zu Befestigungszwecken eingesetzt, wenn die Reibung im Gewinde oder am Schraubenkopf ausreichend hoch ist, wie etwa bei Verschraubungen in Holz, Blech oder Gips. Die Verbindung würde sich sonst lösen.
Mehrgängige Gewinde werden in der Regel eingesetzt, um bei gleichbleibenden Gewindeprofil die Steigung zu erhöhen. Bei einer Gewindespindel verdoppelt sich bei einem zweigängigen Gewinde der Hub der betätigten Vorrichung pro Umdrehung. Teilweise werden zweigängige Holz- und Trockenbauschrauben verwendet, um die Einschraubgeschwindigkeit zu erhöhen.
Mehrgängige Gewinde können ebenso verwendet werden, um ein Feingewinde mit der gleichen Steigung eines Standard-Gewindes herzustellen. Beispielsweise kann es einem dünnwandigen Zylinder sinnvoll sein, ein Feingewinde zu verwenden, um die Kerbwirkung der tieferen Gewindefurchen eines Standardgewindes zu verringern.
Kraftverstärkung und Selbsthemmung sind bei mehrgängigen Gewinden kleiner als beim Regelgewinde, da umgekehrt proportional zur Zahl der Gänge.
Schraubverschlüsse von Konservengläsern sind mehrgängig ausgeführt, um den Deckel mit kurzer Drehung lösen und festziehen zu können. Ein eingängiges Gewinde würde nur an einer Position eingreifen, während es bei einer viergängige Verschraubung höchstens einer Viertelumdrehung bedarf, um den Deckel zu verschließen. Aufgrund des großen Gewindedurchmesser liegt der Steigungswinkel trotz mehrgängiger Ausführung nicht im Bereich eines Steilgewindes. Wegen der Reibung zwischen Deckelblech und Gewinde im Glas sowie insbesondere zwischen der gummierten Innenseite des Deckels und dem Glasrand löst sich die Schraubverbindung nicht.
Mehrgängige Steilgewinde sind teilweise an Flaschen für Kosmetika oder Getränken sowie an Füllerkappen zu finden, die mit kurzer Drehung geöffnet werden sollen. Teilweise sind Zusatzmaßnahmen erforderlich, um das selbsttätige Öffnen des Verschlusses zu verhindern. So rastet die Kappe bei manchen Verschlüssen am Ende der Drehung ein oder sie wird innenseitig gummiert, um die Reibung zu erhöhen. Die Selbsthemmung erhöht sich bei geringer werdenden Gewindesteigung, die etwa durch eine Vergrößerung des Durchmessers oder Verwendung eineres feineren Gewindeprofils erreicht werden kann.

## Gewindearten

### Rohrgewinde

Das kegelige Innen- und Außengewinde des amerikanischen National Pipe Thread (NPT) ergibt beim Verschrauben eine metallisch dichtende Rohrverbindung. In Deutschland wird zu diesem Zweck das britische Whitworth-Rohrgewinde mit kegeligem Außen- aber zylindrischen Innengewinde verwendet.

In der Sanitär- (Gas- und Wasserleitungen) und Heiztechnik (z. B. Heizkörperanschlüsse) werden zur Herstellung von lösbaren Rohrverbindungen neben Flanschverbindungen und einigen moderneren Varianten traditionell überwiegend Rohrgewinde verwendet.
Die Kenngröße wird in Zoll angegeben. Diese bezog sich ursprünglich auf den Innendurchmesser bzw. die nominale Nennweite (DN) von mittelschweren Gewinderohren. Um die Kompatibilität der Gewinde zu gewährleisten, werden leichte und schwere Gewinderohre trotz unterschiedlicher Wandstärken aber mit dem gleichen Außendurchmesser gefertigt, so dass sich abweichende Innendurchmesser ergeben. Der tatsächliche Innendurchmesser weicht also mehr oder weniger stark vom angegebenen Zollmaß und der Nennweite des Rohres ab:
- Ein Zoll entspricht 25,4 mm. Der Innendurchmesser eines einzölligen Rohres beträgt aber rund 30 mm und der Außendurchmesser 33,25 mm.
- Hochdruckrohre mit 1″-Rohrgewinde besitzen einen kleineren Innendurchmesser, da die Wandstärke größer ist.

In Europa ist das Whitworth-Rohrgewinde verbreitet, das in Großbritannien als British Standard Pipe (BSP) bezeichnet wird. Die Abkürzung BSP wird in Deutschland gelegentlich zur Bezeichnung zylindrischer Rohrgewinde verwendet.
Unterschieden werden:
- im Gewinde dichtende Rohrgewinde (ISO 7-1 und EN 10226-1, früher auch DIN 2999). Einige Gewindegänge des kegeligen Außengewindes pressen sich beim Verschrauben an das zylindrische Innengewinde an und verformen sich, wodurch die Verschraubung abgedichtet wird.
- nicht im Gewinde dichtende Rohrgewinde (ISO 228), bei denen eine Abdichtung über seitlich angeordnete Dichtflächen erreicht werden kann.

Bezeichnungsbeispiele für im Gewinde dichtende Gewinde:
- für ein kegeliges Whitworth-Rohraußengewinde: Rohrgewinde EN 10226-R½
- für ein zylindrisches Whitworth-Rohrinnengewinde: Rohrgewinde EN 10226-Rp½

Bezeichnungsbeispiele für nicht im Gewinde dichtende Gewinde:
- für ein Rohrinnengewinde: Rohrgewinde ISO 228-G½
- für ein Rohraußengewinde: Rohrgewinde ISO 228-G½ A
- für ein Rohraußengewinde: Rohrgewinde ISO 228-G½ B

(A, B bezeichnen die Toleranzklasse; G-Gewinde haben einen größeren Toleranzbereich als Rp-Gewinde.)
Auf dem amerikanischen Kontinent ist hingegen das US-amerikanische NPT (National Pipe Thread) gebräuchlich. Die Maßangabe umfasst bei NPT-Gewinden neben der Durchmesserkodierung die Anzahl der Gewindegänge auf einem Zoll. Wegen der unterschiedlichen Gangzahl je Zoll und geringfügiger Unterschiede im Durchmesser sind BSP- und NPT-Gewinde untereinander nicht vollständig verschraubbar. Erkennbar wird dies, wenn sich das Gewinde gar nicht oder nur einige (wenige) Umdrehungen einschrauben lässt.
Kegelige Rohraußengewinde werden oft aufgeraut, insbesondere wenn sie aus Messing bestehen, damit sich das um das Gewinde gewickelte Dichtmaterial (EN 751) beim Eindrehen nicht verschiebt.

### Stahlpanzerrohrgewinde
Ein Stahlpanzerrohrgewinde (früher auch PG-Gewinde) wird zur Verschraubung von Leitungsverlegerohren in der Elektroinstallation verwendet. Da die Rohre relativ dünnwandig sind, darf die Gewindetiefe auch nicht sehr groß sein.

### Edison-Gewinde

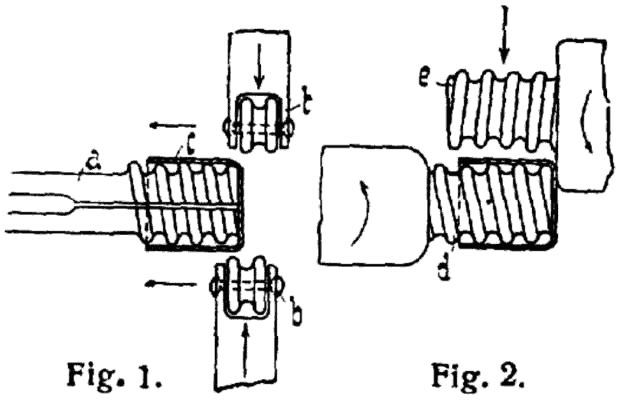
Zwei Herstellungsverfahren von Gewinden in Blechnäpfen

Edison-Gewinde werden als Rundgewinde in Blech gedrückt/gewalzt/geprägt und auch für Schraubsicherungen und Heizelemente verwendet. Gängige Größen sind E5,5 (z. B. Modellbaulampen), E10 (Taschenlampe, Fahrradlicht), E14 (Mignon), E27 (Normal), E40 (leistungsstarke Metalldampf- und Scheinwerferlampen), wobei die Zahl den Durchmesser in mm angibt.

### Kugel- und Rollengewinde
Kugelgewinde werden in die Oberfläche von Kugelgewindespindeln gerollt oder geschliffen, während Rollengewinde mit speziellen Schleifprozessen in die Oberfläche der Rollengewindespindel geschliffen werden. Kugel- und Rollengewindetriebe werden als Antriebselemente in der Lineartechnik eingesetzt, etwa zum Verfahren des Supports einer Drehmaschine.

## Technische Zeichnung

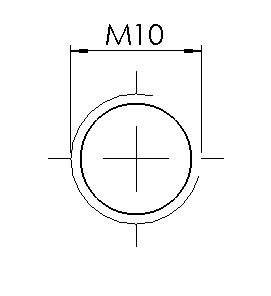
Darstellung und Bemaßung einer Gewindebohrung als Draufsicht in einer technischen Zeichnung

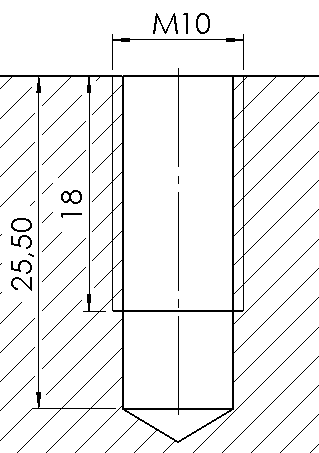
Gewindebohrung in einer Schnittdarstellung mit Bemaßung in einer technischen Zeichnung

In technischen Zeichnungen werden Gewinde (Außengewinde, Innengewinde und Gewindebohrungen) durch genormte, symbolische Darstellung abgebildet, die in der ISO 6410 näher genormt sind.
Die Darstellung des Außengewindes (Bolzengewinde) und Innengewinde (Muttergewinde) ist in der technischen Zeichnung unterschiedlich.
Für die Draufsicht gilt:
- Bolzengewinde (Außengewinde)
  - breite Volllinie als kompletter Kreis (Durchmesser = Nenndurchmesser)
  - schmale Volllinie als 3/4-Kreis (Durchmesser = Nenndurchmesser - Steigung)
- Muttergewinde (Innengewinde)
  - breite Volllinie als kompletter Kreis (Durchmesser = Nenndurchmesser - Steigung)
  - schmale Volllinie als 3/4-Kreis (Durchmesser = Nenndurchmesser)

Für die Seitenansicht gilt:
- Bolzengewinde (Außengewinde)
  - außen breite Volllinie (Abstand zwischen beiden Linien = Nenndurchmesser)
  - innen schmale Volllinie (Abstand zwischen beiden Linien = Nenndurchmesser - Steigung)
  - Ende des Gewindes wird mit einer breiten Volllinie dargestellt
- Muttergewinde (Innengewinde)
  - Innenfläche der Bohrung: breite Volllinie (Abstand zwischen beiden Linien = Nenndurchmesser - Steigung)
  - Außenfläche des Gewindes: schmale Volllinie (Abstand zwischen beiden Linien = Nenndurchmesser)
  - Ende des Gewindes wird mit einer breiten Volllinie dargestellt

Wird in der Zeichnung ein Bolzen in einem Muttergewinde dargestellt, dann hat die Darstellung des Bolzens Vorrang (siehe auch ISO 6410-1).

## Normung
Üblicherweise werden Gewinde verwendet, die der internationalen Normung unterworfen sind. Abweichend gibt es hin und wieder Hersteller, die aus verschiedensten Gründen von der Norm abweichende Gewinde anwenden. Das kann sicherheits- oder konstruktionsbedingt sein oder aber aus Konkurrenzgründen, so dass man auf jeden Fall auf Originalersatzteile zurückgreifen muss.
Abmessungen der gebräuchlichen Gewinde und allgemeine Bezeichnungsweisen finden sich in Tabellenbüchern oder in kostenpflichtig zu beziehenden Normen.

## Gewinde-Fehler
Steigungsfehler
Taumelfehler
Der Taumelfehler ist der Steigungsfehler gemessen auf einen Gang.
Formfehler
Der Formfehler beschreibt die Abweichung von der theoretisch exakten Gewindeform. Die theoretisch genaue Form des Gewindes erhält man, wenn man ein Gewinde unter dem Steigungswinkel schneidet. Bei beinahe jeder Art der Gewindeherstellung bleibt ein Formfehler.
Flankenoberflächenfehler
Die Oberfläche der Flanken hat nicht die gewünschte Rautiefe (ist zu rau), so dass die Schrauben sich im Bereich des Gewindes festfressen und nicht mehr lösen lassen (dies kann bei sehr großen Gewinden passieren, die sehr großem Druck ausgesetzt sind).

## Historisches
Die Archimedische Schraube hat eine Schraubenlinie. Sie ist um 200 v. Chr. im antiken Ägypten nachgewiesen und wurde für die Bewässerung eingesetzt. Eine Paarung von Innen- und Außengewinde ist hier nicht realisiert.
In Mitteleuropa tauchen Gewinde als Paarung von Innen- und Außengewinden dann in zahlreichen Abbildungen von Baumkeltern auf, Hintergrund dieser Abbildungen ist das biblische Motiv „Christus in der Kelter“. Es dürfte sich hierbei durchweg um Holzgewinde gehandelt haben, wie diese auch noch im 19. Jahrhundert bei solchen Keltern in Gebrauch waren. Die frühesten dieser Abbildungen (Fresken und Miniaturen) datieren ins 12. Jahrhundert, Hinweise auf andere Anwendungen solcher Gewinde fehlen dann aber für die nächsten drei Jahrhunderte. Auf einer Abbildung eines Schwerlastkranes von Francesco di Giorgio ist eine hölzerne Spindel dargestellt. Das Bild dürfte in etwa um 1480 entstanden sein.
Um 1800 verbesserte Henry Maudslay die Leitspindel der Drehbank dergestalt, dass die getrennte Herstellung von Außen- und Innengewinde möglich wurde. Bis dahin war das Paar Schraube und Mutter immer eine nicht austauschbare Einheit. Bei Maschinen wurden diese Paare gekennzeichnet, um die Übersicht zu behalten. Maudslay begann mit der Normung des Gewindes.
Joseph Whitworth (1803–1887) baute hierauf auf. Er legte nach systematischen Untersuchungen den Flankenwinkel von 55° fest. Zusammen mit der Steigung gab es nun eine verlässliche Norm für die Paarung von Außen- und Innengewinde.